# Birma (Schiff, 1895)
Die Birma war ein 1895 in Dienst gestellter Transatlantik-Passagierdampfer, der ab 1908 von der russischen Reederei Russian American Line für den Passagierverkehr von Russland nach New York eingesetzt wurde. Das Schiff, das während seiner Dienstzeit mehrere Namen hatte und unter diversen Flaggen fuhr, wurde 1914 an russische und 1922 an deutsche Interessen verkauft und 1924 schließlich in Italien verschrottet.

## Hintergrund

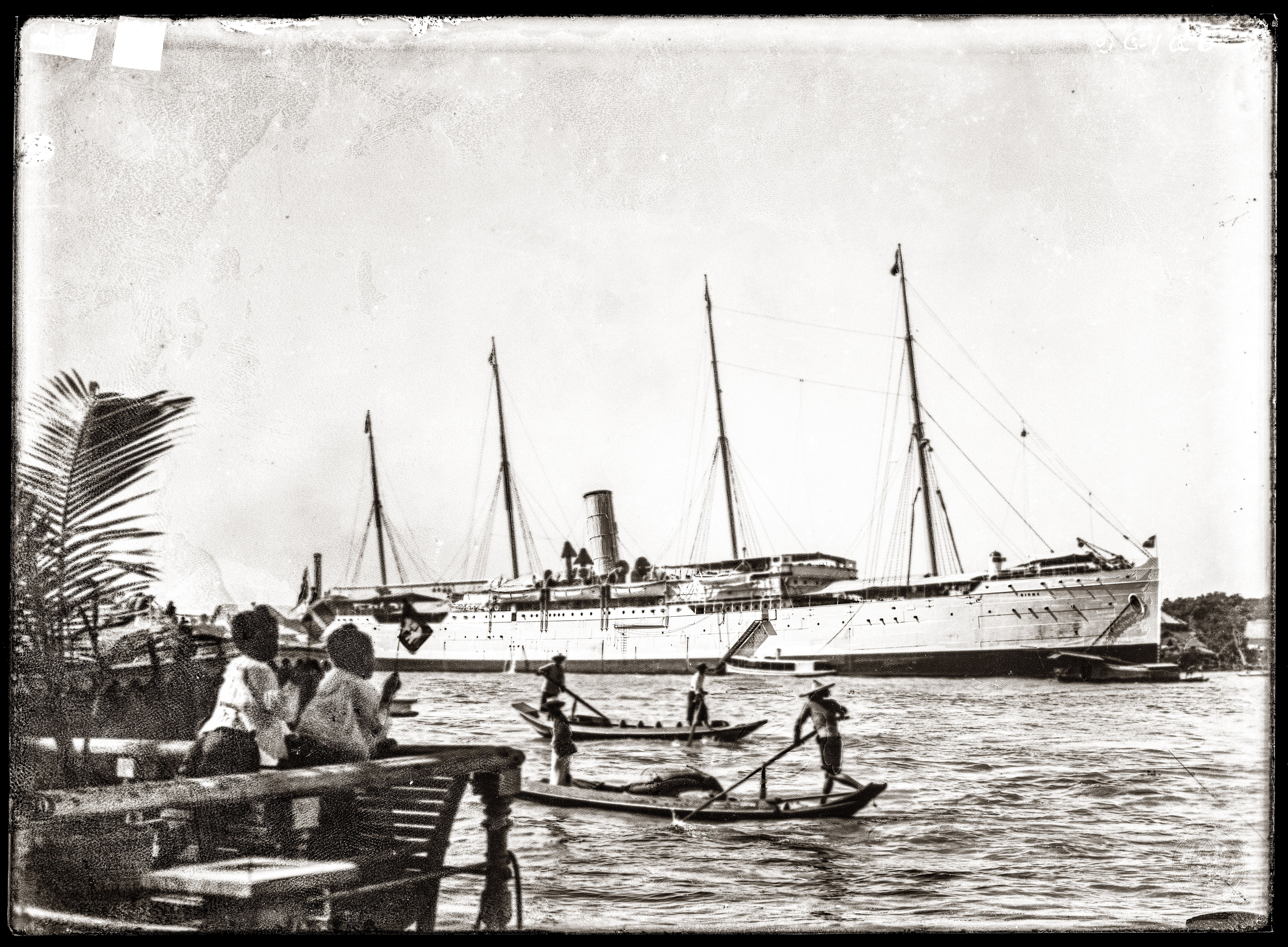
Die Birma auf dem Fluss Chao Phraya mit Waldemar von Dänemark an Bord während dessen Besuchs in Siam, 1906.

Das 4.595 Bruttoregistertonnen (BRT) große Dampfschiff wurde auf der Werft Fairfield Shipbuilders in Govan bei Glasgow gebaut und lief am 2. Oktober 1894 unter dem Namen Arundel Castle (III) vom Stapel. Das 126,49 Meter lange und 13,92 Meter breite Passagier- und Frachtschiff wurde von einer Dreifachexpansions-Dampfmaschine angetrieben, die 538 nominale PS (NHP) leistete und eine Reisegeschwindigkeit von 13 Knoten ermöglichte. Die Passagierkapazität belief sich auf 100 Passagiere in der Ersten, 200 in der Zweiten und 1150 in der Dritten Klasse. Das Schiff hatte einen Schornstein, eine Schiffsschraube, vier Masten und vier Decks.
Die Arundel Castle wurde für die Castle Line (Castle Mail Packet Company Ltd.) gebaut, eine 1862 von Donald Currie gegründete Reederei, die Passagier- und Frachtverkehr von Großbritannien nach Indien und später Südafrika betrieb. Die ersten Dampfschiffe auf dieser Route wurden 1872 eingeführt. Aufgrund starker Expansion sowie eines Vertrags zum Transport niederländischer Post schloss sich die Castle Line 1900 mit einem Konkurrenten, der 1857 gegründeten Union Line (Union Steamship Company Ltd.), zur Union-Castle Line zusammen. Die Arundel Castle blieb nach ihrer Jungfernfahrt am 16. Februar 1895 zehn Jahre auf der Südafrika-Route.
1905 wurde das Schiff an die dänische Det Østasiatiske Kompagni (East Asiatic Company) verkauft, die sie in Birma umbenannte und im Fernost-Verkehr einsetzte. 1908 erfolgte der Verkauf an die Russian American Line, einer Unterabteilung der East Asiatic Company. Ihre erste Überfahrt auf der neuen Route von Libau nach New York begann die Birma am 8. Dezember 1908 mit Ankunft in New York am 23. Dezember. Zwischenstopps auf dieser Strecke waren Kopenhagen, Boston und Halifax. Am 18. November 1913 lief die Birma zum letzten Mal für die Russian American Line in Libau aus.

## Titanic-Zwischenfall
In diesen Zeitraum fiel der Untergang der Titanic am Montag, dem 15. April 1912 nach der Kollision mit einem Eisberg vor Neufundland. Die drei damals auf Handelsschiffen am weitesten verbreiteten Funkanlagen waren die Marken Marconi, Telefunken und De Forest, wobei die Birma letzteres nutzte.

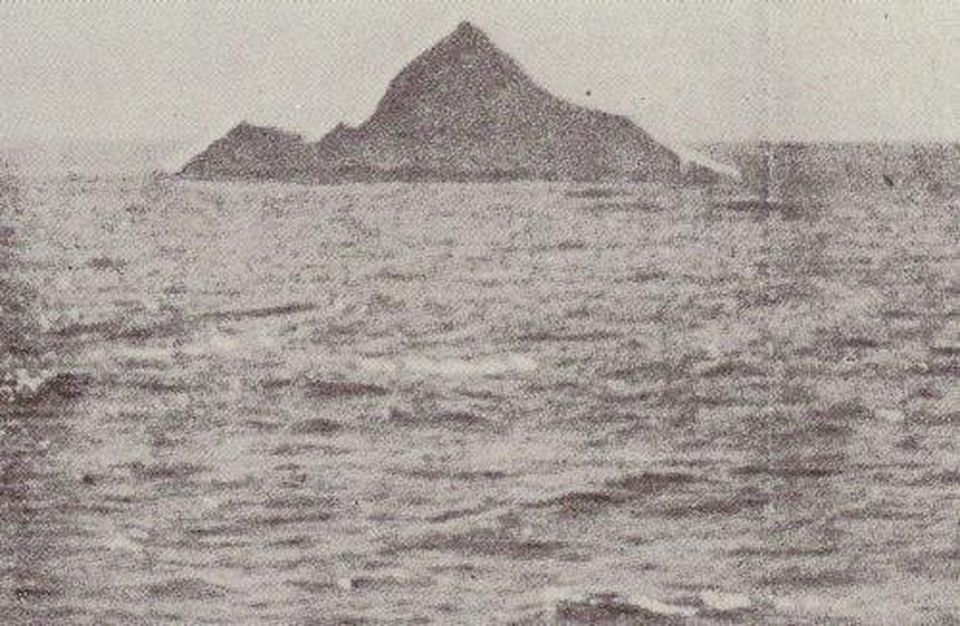
Der mögliche Titanic-Eisberg fotografiert vom Deck der Birma.

Die Birma hatte New York am 11. April 1912 unter dem Kommando von Kapitän Ludwig Stulping verlassen und dampfte in östlicher Richtung nach Rotterdam, als die Titanic gegen 00:30 Uhr morgens (Bordzeit) das erste Notsignal sendete. Die Birma befand sich zu dem Zeitpunkt etwa 100 Seemeilen südwestlich der Untergangsstelle (Position 41.46N., 50.14W) und registrierte den Funkspruch gegen 11:45 Uhr Bordzeit. Einer der beiden Funker der Birma, Joseph Cannon, informierte umgehend Kapitän Stulping, welcher folgende Antwort an die Titanic durch den zweiten Funker Thomas Ward senden ließ: 

„Wir befinden uns 100 Meilen entfernt von euch und dampfen mit 14 Knoten. Sind um 06:30 Uhr bei euch. Position 40.48N, long. 52.13W. SBA“

Die Birma änderte ihren Kurs, um der Titanic zu Hilfe zu kommen. Kapitän Stulping orderte zusätzliche Heizer zu den Kesseln und ließ Stewards und Stewardessen Verpflegung und Schlafplätze vorbereiten. In den folgenden Stunden hörte das Schiff Funkmeldungen anderer Schiffe in der Umgebung mit, darunter des NDL-Dampfers Frankfurt sowie der Megantic und der Baltic der White Star Line. Durch diese Funksprüche stellte sich heraus, dass die Besatzung der Titanic in ihren Notsignalen eine fehlerhafte Positionsangabe gemacht hatte.
Die Birma traf nach Tagesanbruch an der Unfallstelle ein, stellte aber fest, dass die Titanic gesunken und die Carpathia bereits mit der Bergung der Überlebenden beschäftigt war. Von der Kommandobrücke der Birma aus wurde ein Eisberg fotografiert, von dem Zeitgenossen es als wahrscheinlich ansahen, dass es sich um den Eisberg handelte, der der Titanic zum Verhängnis geworden war. Die Birma setzte ihre Überfahrt nach Rotterdam fort. Die britischen Passagiere an Bord organisierten einen Trauergottesdienst für die Opfer der Titanic, der am 21. April stattfand. Da sich keine britische Flagge an Bord befand, wurde kurzerhand eine genäht.

## Späte Jahre

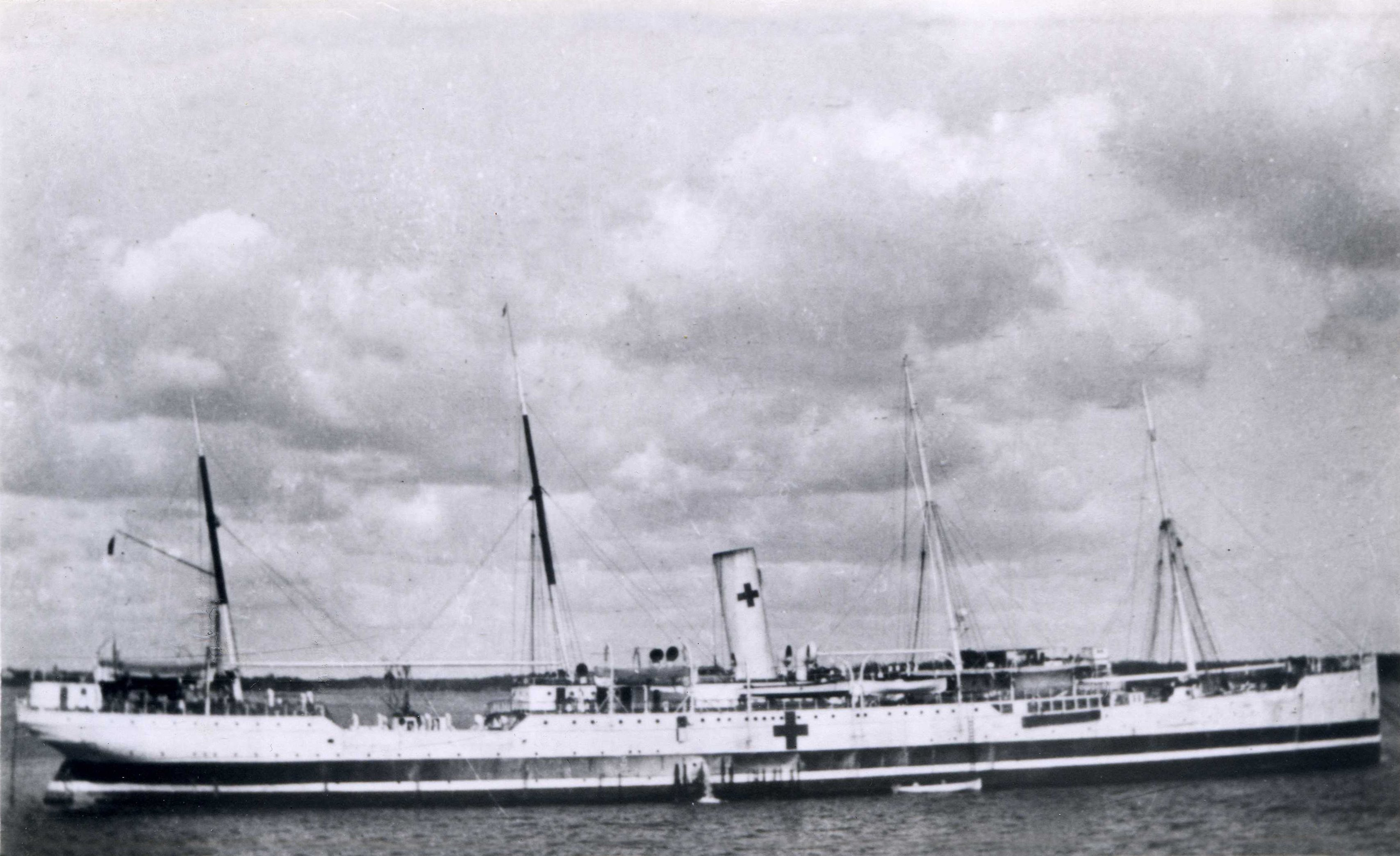
Als Hospitalschiff, ca. 1918.

Unter dem neuen Namen Mitawa (bzw. Mitau oder Mitava) absolvierte der Dampfer im Januar 1914  eine letzte Überfahrt von Libau über Kopenhagen nach New York, bevor er ab August 1914 in Kronstadt aufgelegt wurde. Während des Ersten Weltkriegs kam es zudem vorübergehend zum Einsatz als russisches Hospitalschiff Mitava. 1919 ging das Schiff kurzzeitig zurück an die East Asiatic Company und trug wieder den Namen Birma.
Im Januar 1921 erfolgte der Verkauf an die in Danzig sitzende Polish American Line, für die sie als Józef Piłsudski ab dem 6. Oktober 1921 zwischen Danzig und New York pendelte. Kurze Zeit später, im November 1921, wurde das Schiff in Kiel wegen ausstehender Reparaturkosten beschlagnahmt und aufgelegt. Das Schiff wurde 1922 nach Deutschland verkauft und zwei Jahre später in Italien verschrottet.